# 回到冷战
《回到冷战》（英語：Back to the Cold War）是美国动画电视连续剧《南方公园》第二十五季的第四集，也是全剧的第315集，于2022年3月2日在美国喜剧中心首播。
这一集主要讲述麦奇为核战争做的准备，以及巴特斯·斯多奇准备参加盛装舞步锦标赛，这是第一部讲述2022年俄罗斯入侵乌克兰並於此時間製作的电视剧，该集是在战争爆发六天后播出的。这一集还提到了冷战时期的电影《战争游戏》、《赤色黎明》和《洛基4》，以及20世纪80年代文化的其他方面，如钢琴领带和大音箱。

## 剧情
在南方公园小学，加里森先生告诉四年级的学生，他和男友瑞克发生了争执，而学生们则在担心关于弗拉基米尔·普京的事。麦奇先生进入课堂，宣布在发生核弹袭击的情况下立即进行安全演习，并以一些“适当的80年代音乐”结束演习。PC校长告诉麦奇必须停止他越来越多的核安全演习，因为麦奇似乎已经对这个时代过度怀旧。麦奇的回应是偷偷溜进校长办公室拍照。在一家马术设施里，巴特斯·斯托奇练习骑马技巧，为即将到来的盛装舞步比赛做准备，对手是一名姓索洛科夫的俄罗斯学生，而他的父母斯蒂芬和琳达·斯托奇担心巴特斯的能力，对索洛科夫大声嘘声。斯蒂芬警告巴特斯盛装舞步让他们想起冷战，要求巴特斯需要打败索洛科夫。当麦奇在微缩胶片相机上查看照片时，巴特斯向麦奇寻求有关父母的咨询，这促使麦奇要求了解盛装舞步的一切。
巴特斯试图训练他的马梅兰卡利，以更好地执行盛装舞步，但梅兰卡利不断排便，并与另一匹马在训练中性交。麦奇调查了索洛科夫一家的家，发现斯蒂芬和琳达在马厩里试图让这匹马生病。麦奇声称PC校长是一名俄罗斯间谍，盛装舞步锦标赛将是一个发射核导弹的策略。麦奇回到他母亲家，用一张老式软盘和拨号调制解调器打入到北美空防司令部的计算机中。麦奇模仿俄罗斯的核攻击，使用BASIC命令破解根系统，控制系统升级到三级戒备状态。俄罗斯人收到了戒备状态变化的通知，并警告正在怀旧的普京。当麦奇准备将北美空防司令部升级为二级戒备状态时，他的母亲进来打断了他的行为，让他意识到怀旧的真正根源是他变老了。她告诉他，冷战时代不是一个好时代，也不是一个他应该尝试回到的时代。在盛装舞步比赛中，就在索洛科夫即将赢得比赛时，梅兰卡利与索洛科夫的马发生了性交，导致索洛科夫被从马上摔下来。裁判将索洛科夫判出局，巴特斯获胜。当麦奇到达并发表胜利的演讲时，人群开始欢呼庆祝。

## 回响
影音俱樂部的丹·卡弗雷对这一集的评价为“B+”，因为他欣赏麦奇和他母亲之间的对话，声明“麦奇母子之间的倾心对话本身就是南方公园最新的智慧——提醒我们，当我们渴望我们所谓的宁静日子时，我们往往只记得美好的部分。这样一来，《回到冷战》就像是在与《記得莓？》这样的剧集对话（也用怀旧作为暴行的理由）还有已成经典一集的《你長大了》。卡弗雷还评论说，麦奇接管北美空防司令部的电脑是从电影《战争游戏》中摘取的情节。